# 야마모토 후지코
야마모토 후지코(일본어: 山本 富士子, 1931년 12월 11일 ~ )는 일본의 배우이다.

## 출연 작품
- 피크닉 (1996)
- 고스트 스프 (1992)
- 유키노조 변화 (1963)
- 나는 두 살 (1962)
- 검은 10인의 여자 (1961)
- 빙벽 (1958)
- 주작문 (1957)
- 니혼바시 (1956)
- 골든 데몬 (1954)